# Lino Ventura
Lino Ventura, nome artístico de Angiolino Giuseppe Pasquale Ventura (Parma, 14 de julho de 1919 – Saint-Cloud, 22 de outubro de 1987), foi um ator italiano radicado na França desde a sua infância.

## Biografia
Nascido na Itália, ele foi criado em Paris por sua mãe. Depois que sua primeira carreira como lutador profissional terminou devido a uma lesão, ele recebeu uma oferta como chefe de gangue no filme de Jacques Becker Touchez pas au grisbi (1954) e rapidamente se tornou um dos atores de cinema favoritos da França, atuando ao lado de muitas outras grandes estrelas. e trabalhando com diretores importantes como Louis Malle, Claude Sautet e Claude Miller.
Normalmente retratando um homem durão, seja um criminoso ou um policial, ele também atuou como líder da Resistência no Army of Shadows dirigido por Jean-Pierre Melville (L'armée des ombres, 1969). Depois que um de seus quatro filhos, uma filha, nasceu deficiente, ele e sua esposa fundaram uma instituição de caridade Perce-Neige (Snowdrop), que ajuda crianças deficientes e seus pais. Ele foi eleito o 23º em uma votação para os 100 maiores franceses.

## Principais Filmes
- Grishi, ouro maldito - (1953)
- Antro do vício - (1955)
- Crime e castigo - (1956)
- Elas preferem o mambo - (1957)
- Ascensor para o cadafalso - (1957)
- A fera está solta - (1958)
- Caçada no asfalto - (1959)
- O caso da rua Montmartre - (1959)
- Mulheres na vitrine - (1960)
- O rei dos ladrões - (1961)
- O juízo universal - (1962)
- Carmem 70 - (1963)
- Os supersecretas - (1963)
- Trama para matar - (1965)
- Os profissionais do crime - (1966)
- Os aventureiros - (1967)
- O Exército das sombras - (1969)
- Os Sicilianos - (1969)
- Boulevard do rum - (1971)
- Aventura é uma aventura - (1972)
- Os segredos da Cosa Nostra - (1972)
- O Chato - (1973)
- Adeus bruto - (1975)
- Cadáveres ilustres - (1976)
- Amantes sensuais - (1980)
- Cidadão sob Custódia - (1981)
- Os miseráveis - (1982)
- Le Ruffian - (1983)
- Cento giorni a Palermo - (1984)
- La 7ème cible - (1984)
- A Hora Da Vingança - (1986)
- La Rumba - (1987)